# Akin Ogungbe
Christopher Akintola Ogungbe (1934 - 28 de noviembre de 2012) fue un actor, cineasta, productor y director de cine nigeriano. 

## Biografía
Ogungbe nació en 1934 en Abeokuta, la capital del Estado de Ogun, al suroeste de Nigeria. Su madre lo llevó a vivir con su abuela después de que dejó de estudiar, inicialmente para aprender un oficio como carpintero o sastre. Comenzó viendo a Baba GT Onimole como aprendiz, y según su hermano, su primera obra de teatro fue "A Terrible Life" ("Una vida terrible"), dónde interpretó a Baba Ibeji, un personaje que le dio reconocimiento.
Durante su carrera presentó, dirigió y produjo diversas películas nigerianas como Ireke Onibudo y 50-50, una película producida en 1990 que contó con el veterano actor comediante Bolaji Amusan.
Tuvo veinte esposas y cincuenta hijos, uno de los cuales es el actor, director y productor de cine nigeriano, Segun Ogungbe.
Ogungbe falleció en noviembre de 2012 en su ciudad natal.

## Filmografía seleccionada
- 50-50 (1990)
- Ireke Onibudo
- Asiri Baba Ibeji
- Ologbo Jigolo
- Lisabi
- Igba funfun